# Towa
Towa eller jemez är ett puebloindianskt folk i sydvästra USA, de talar olika dialekter av towa (jemez), ett språk tillhörigt språkfamiljen kiowa-tanoan.
Towa befolkar en pueblo:
- Jemez Pueblo